# Війна в Афганістані (1979—1989)

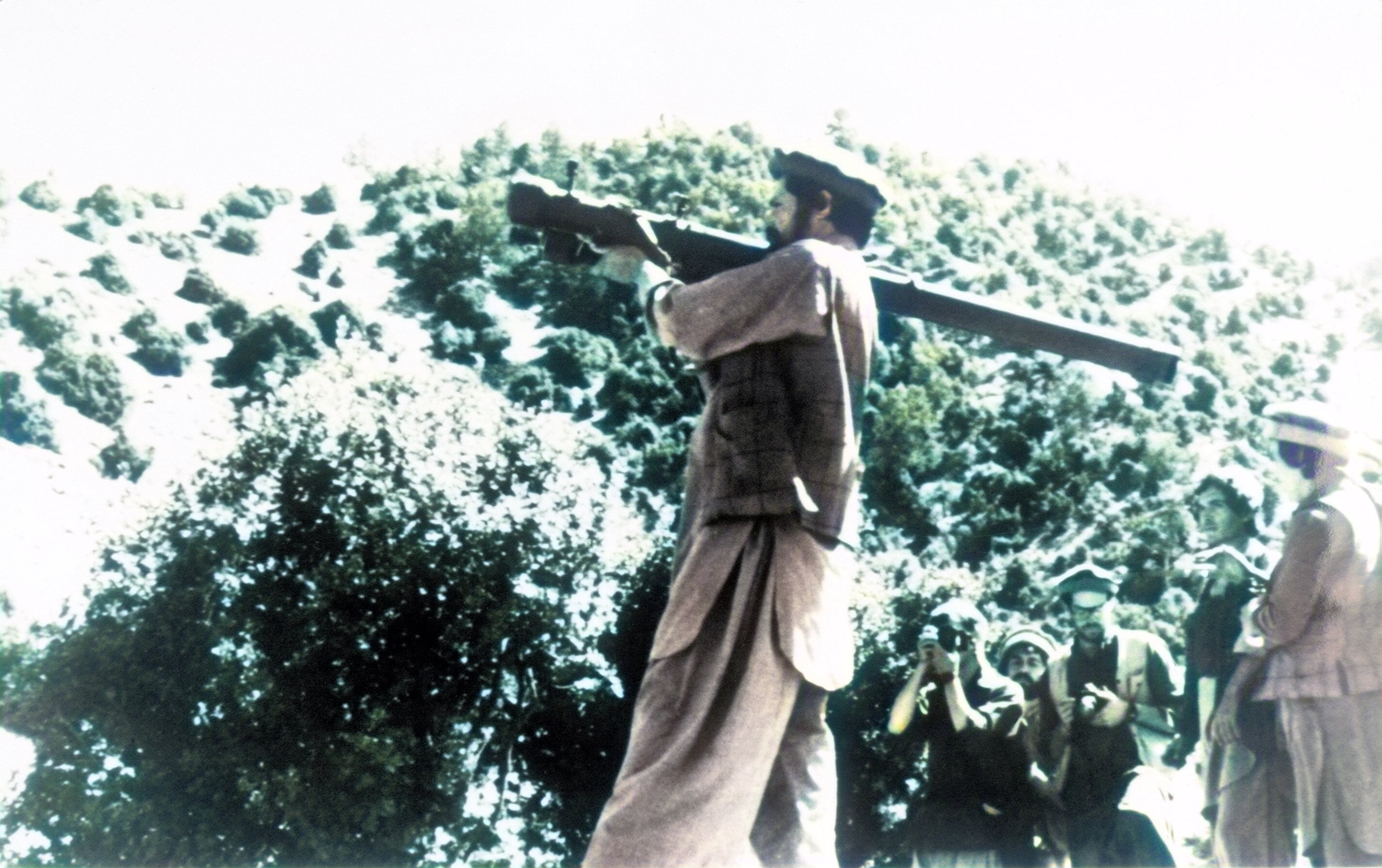
Афганський моджахед з переносним зенітно-ракетним комплексом Стріла-2

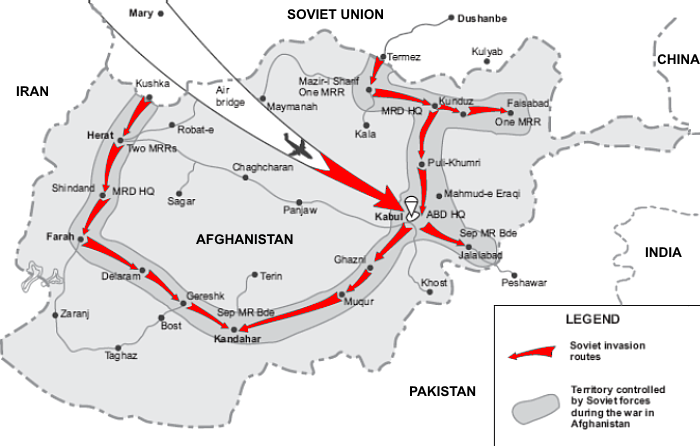
Вторгнення радянських військ у 1979

Війна в Афганістані — військове вторгнення СРСР до Афганістану під приводом боротьби проти повстанських груп моджахедів, у якій брали участь урядові війська Афганістану й СРСР. Почалась у грудні 1979 року нападом спецпідрозділів КДБ СРСР на президентський палац у Кабулі і вбивством президента країни Хафізулли Аміна разом з його оточенням та заміни його маріонетковим урядом керованого з СРСР Кармаля Бабрака. До Афганістану було перекинуто обмежений контингент армії СРСР. Війна, за даними СРСР, тривала до виведення основної маси військ 15 лютого 1989 року. Унаслідок війни загинуло (за міжнародними даними, прийнятими і в СРСР) 1,5 млн або 10 % з числа тодішнього населення країни. Втрати СРСР за офіційними даними цієї країни становили 15 тис. військовослужбовців.

## Політичне становище на початок війни
Афганістан завжди був однією з найбідніших країн світу. Це зумовлено насамперед географічним положенням країни, рельєфом місцевості (80 % території — гори та безводні пустелі), а також особливостями релігійної свідомості афганських племен. Афганці здавна сповідували іслам ханіфістського напрямку, особливістю якого є аскетизм і консерватизм повсякденного життя. Традиційно панівною елітою в афганському суспільстві були вожді пуштунських племен, верхівка духовенства, багаті землевласники, купці та нечисленний офіцерський корпус. Значна роль військових в Афганістані була звичною для азійської країни.

### 1950—1970-ті рр.
Король Захір-Шах, який знаходився з СРСР у дружніх стосунках, наприкінці 50-х років дозволив великій групі офіцерів афганської армії навчатись у радянських академіях. Саме офіцери, які повернулись із СРСР, стали першими «марксистами», яких їхні радянські куратори зорієнтували на захоплення влади для нібито здійснення позитивних соціальних перетворень. Поряд із військовиками до політичних провокацій була залучена університетська молодь, яка щиро прагнула вирвати країну з лабет відсталості та бідності.
На початку 1960-х років у Кабулі навчалися Бабрак Кармаль, Наджибулла, Ґульбуддін Хекматіар, Ахмад Шах Масуд, Бургануддін Раббані. Всі вони дійшли до висновку, що в умовах наявного режиму еволюційним шляхом перетворень не здійснити. Корумпований апарат посадовців був категорично проти будь-яких, навіть косметичних змін у державному врядуванні.
На кінець 1970-х років в Афганістані існувало кілька політичних угрупувань — комуністів та ісламістів.

### Комуністичні заколоти 1978—1979рр.
У квітні 1978 році комуністам НДПА завдяки допомозі радянських спецслужб вдалося здійснити антидержавний «революційний» збройний заколот на кшталт «жовтневої революції» 1917, який в прокомуністичній історіографії отримав назву «Саурська революція».
Президент генерал Мухаммед Дауд Хан був скинутий і вбитий. До влади прийшов Нур Мухаммед Таракі, лідер фракції «Хальк» і одночасно Генеральний секретар ЦК НДПА. Він став головою Революційної ради і прем'єр-міністром Афганістану.
Потуги комуністів до радикальних суспільних перетворень зіткнулась із запеклим опором афганського селянства, що не бажало коритися кабульським «реформаторам». Особливе невдоволення викликали нововведення в галузі землеволодіння, звичаєвого права і примусової ліквідації неписьменності. Скориставшись непродуманими й різкими заходами комуністичного уряду, ісламісти оголосили себе істинними захисниками мусульманських цінностей. Саме іслам об'єднав різні племена та народності в боротьбі проти кабульського режиму. Народно-демократична партія Афганістану розпочала репресії проти власного населення. Жертвами служби безпеки (ХАД) стали тисячі селян, купців, вождів племен і релігійних об'єднань. У самій партії комуністів точилися гострі суперечки щодо обраної стратегії і тактики побудови суспільства нового типу.
У вересні 1979 Нур Мухаммед Таракі побував з офіційним дружнім візитом в СРСР. При розставанні в аеропорту Москви він розцілувався з Леонідом Брежнєвим, що тоді було знаком вищої довіри, дружби та порозуміння. Але за час відсутності Таракі у Кабулі дозрів новий заколот, на чолі якого стояв молодий та честолюбний ще більш «лівий» член ЦК НДПА Хафізулла Амін, теж член фракції «Хальк», один з військових керівників заколоту проти генерала Дауда. При поверненні в Кабул Таракі заарештували і за наказом Аміна вбили. Під соціалістичними гаслами Амін за допомогою репресій взяв курс на встановлення власної диктатури.

## Радянське вторгнення (1979—1989)
Хоча Хафізула Амін був ще більш лівим та прорадянським, його лівацький курс порушував стабільність і контрольованість процесів в країні. У різних районах країни спалахнули локальні антиурядові повстання. У цих умовах Амін кілька разів офіційно просив СРСР надіслати в Афганістан радянські війська для підтримки його режиму. Керівництво КПРС не поспішало задовольнити його прохання, вони вважали заколот Аміна контрреволюцією. Керівників СРСР на чолі з Брежнєвим також дуже дратувало те, що Амін скинув Таракі, не порадившись з ними і не отримавши на це їх дозволу. У грудні 1979 голова КДБ і член Політбюро Ю. В. Андропов надіслав Л. Брежнєву листа, в якому запропонував увести радянські війська в Афганістан, а Аміна ліквідувати та замінити на більш лояльного Бабрака Кармаля. 12 грудня 1979 року «комісія» Політбюро ЦК КПРС у складі Ю. В. Андропова, Д. Ф. Устинова, А. А. Громико та Б. М. Пономарьова натиснула на Брежнєва, і той підписав наказ про введення радянських військ в Афганістан.

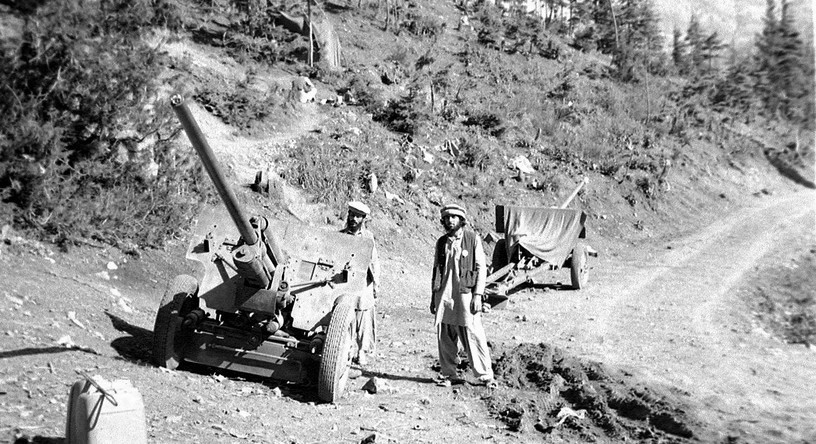
Афганські моджахеди з двома гарматами. 1984

«Трійка» радянських керівників, до складу якої увійшли Андропов, Громико й Устинов, в умовах надсекретності наказала начальникові Генерального штабу Огаркову, командувачу військами Варшавського договору Куликову, начальнику відділу кадрів Шкадову, начальникові політуправління армії Єпішеву, начальнику Головного управління оперативних операцій Варенникову та першому заступникові начальника Генштабу Ахромеєву підготувати план військової операції. Військовики розробили операцію «Ш», яку мали провести радянські війська без залучення військ центральноєвропейських держав.
10 грудня 1979 року міністр оборони СРСР Устинов дав усне розпорядження Генштабу розпочати підготовку до десантування елітної 103-ї Вітебської дивізії, п'яти дивізій військово-транспортної авіації, а також підвищити боєготовність двох (5-ї і 108-ї) мотострілецьких дивізій у Туркестанському військовому окрузі (ТуркВО). Крім того, в ТуркВО і Середньоазійському округах мобілізовано до армії 50 тисяч новобранців. З народного господарства передано до збройних сил понад 8 тисяч автомобілів. Війська й техніка підтягнулися до кордону. Рішення ввести радянські війська в Афганістан ухвалили на підмосковній дачі Брежнєва Суслов, Андропов, Устинов, Громико. Рішення було ухвалено неповним складом Політбюро. На той час Брежнєву минуло 73 роки, Суслову — 77, Андропову — 65, Устинову — 71, Громикові — 70.

### Початок війни— обмежений контингент

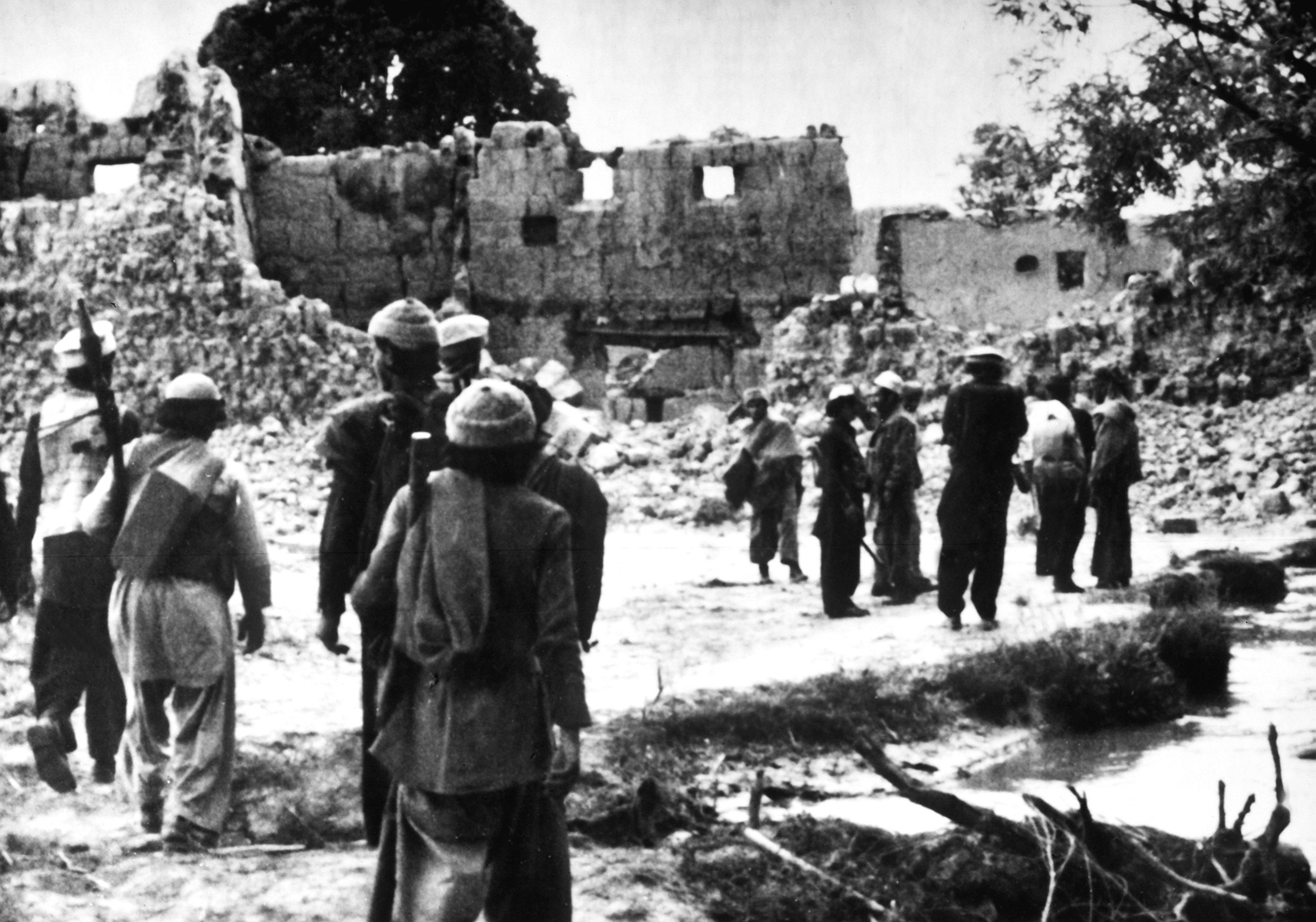
Селище моджахедів, зруйноване радянськими військами (1986)

Військове угруповання, яке офіційно  називалося Обмеженим контингентом радянських військ (рос. ОКСВ), опинилося безпосередньо втягнутим у громадянську війну, що розгорялася в Афганістані, і стало її активним учасником.
У конфлікті брали участь збройні сили уряду Демократичної Республіки Афганістан (ДРА) з одного боку і озброєна опозиція (моджахеди, або «душмани») з іншого. Боротьба велася за повний політичний контроль над територією Афганістану. Моджахедам під час конфлікту підтримку надавали військові фахівці США, низка європейських країн-членів НАТО, а також пакистанські спецслужби.
25 грудня 1979 року почалося введення радянських військ в ДРА по трьох напрямах: Кушка — Шинданд — Кандагар, Термез — Кундуз — Кабул, Хорог — Файзабад. Десант висаджувався на аеродромах Кабула, Баграма, Кандагара.
До складу радянського контингенту входили управління 40‑ї армії з частинами забезпечення і обслуговування, чотири дивізії, п'ять окремих бригад, чотири окремі полки, чотири полки бойової авіації, три вертолітні полки, одна трубопровідна бригада, одна бригада матеріального забезпечення й деякі інші частини й установи.
Афганська війна тривала з 25 грудня 1979 до 15 лютого 1989 року, тобто 3340 днів.

### Етапи
Перебування радянських військ в Афганістані та їхня бойова діяльність умовно розділяються на чотири етапи.
- 1‑й етап: грудень 1979 р. — лютий 1980 р. Введення радянських військ до Афганістану, розміщення їх по гарнізонах, організація охорони пунктів дислокації і різних об'єктів.
- 2‑й етап: березень 1980 р. — квітень 1985 р. Ведення активних бойових дій, зокрема широкомасштабних, спільно з афганськими з'єднаннями й частинами. Робота з реорганізації і зміцнення збройних сил ДРА.
- 3‑й етап: травень 1985 р. — грудень 1986 р. Перехід від активних бойових дій переважно до підтримки дій афганських військ радянською авіацією, артилерією і саперними підрозділами. Підрозділи спецпризначення вели боротьбу з припинення постачання зброї і боєприпасів із‑за кордону. Відбувся вивід 6 радянських полків у СРСР.
- 4‑й етап: січень 1987 р. — лютий 1989 р. Участь радянських військ у проведенні афганським керівництвом політики національного примирення. Продовження підтримки бойової діяльності афганських військ. Підготовка радянських військ до повернення на батьківщину і здійснення повного їх виводу.

### Політичне врегулювання
28 липня 1986 року Горбачов у промові під час перебування у Владивостоці оголосив про рішення радянського керівництва: починаючи з 15 жовтня і до кінця 1986 року вивести з Афганістану 6 полків — один танковий, два мотострілецьких і три зенітних з їх штатною технікою і озброєнням. Повертатися ці частини мали в райони їх постійної дислокації в СРСР.
14 квітня 1988 року за посередництва ООН в Швейцарії міністрами закордонних справ Афганістану і Пакистану підписані Женевські угоди про політичне врегулювання ситуації в ДРА. Радянський Союз зобов'язався вивести свій контингент в 9‑місячний термін, починаючи з 15 травня; США і Пакистан, зі свого боку, повинні були припинити підтримку моджахедів.
Відповідно до угод виведення радянських військ з території Афганістану почалося 15 травня 1988 року. 15 лютого 1989 року з Афганістану повністю виведено радянські війська. Виведенням військ 40‑ї армії керував останній командувач контингентом генерал‑лейтенант Громов.

### Втрати
За уточненими даними, всього у війні радянська армія втратила 14 427 осіб, КДБ — 576 осіб, МВС — 28 осіб загиблими і зниклими безвісти. Поранення і контузії отримали більше 53 тисяч осіб. Медична допомога була надана 463 тисячам військовослужбовців.
За оцінками незалежних дослідників втрати радянської армії склали до 140 тисяч убитими та до 350 тисяч пораненими.
За національним складом втрати склали: росіян — 6 888 ос., українців — 2 378 ос., узбеки — 1 066 ос., білорусів — 723 ос., татари — 442 ос., казахи — 362 ос., туркмени — 263 ос., таджики — 236 ос., азербайджанці — 195 ос., молдовани — 195 ос., чуваші — 125 ос., киргизи — 102 ос., народності Дагестану — 101 ос., башкири — 98 ос., вірмени — 95 ос., грузини — 81 ос., мордва — 66 ос., литовці — 57 ос., марійці — 49 ос., чеченці — 35 ос., осетини — 30 ос., кабардинці — 25 ос., латиші — 23 ос., калмики — 22 ос., удмурти — 22 ос., комі — 16 ос., естонці — 15 ос., інгуші — 12 ос., балкарці — 9 ос., євреї — 7 ос., карели — 6 ос., каракалпаки — 5 ос., тувинці — 4 ос.
За віком втрати склали:
- до 20 років — 8 655 ос. (у тому числі — 2 офіцери);
- 20—25 років — 3 557 ос. (842 офіцери);
- 25—30 років — 878 ос. (640 офіцерів);
- 30—40 років — 573 ос. (396 офіцерів);
- понад 40 років — 170 ос. (99 офіцерів).

За військовими званнями втрати склали:
- офіцерів — 1 979 ос.
- прапорщиків — 691 ос.
- сержантів — 3 166 ос.
- солдатів — 7 879 ос.
- робітників та службовців Радянської армії — 118 ос.

Незалежні ж дослідники називають у десятки разів більші цифри поранених і убитих.
Точне число загиблих у війні афганців невідоме. Наявні оцінки коливаються від 1 до 2 млн осіб.

## Участь українців
Через радянсько-афганську війну пройшли понад 160 000 українців — близько 25 % від загального числа радянських військовослужбовців. З них понад 3 тисячі загинули, десятки вважаються зниклими безвісти або тими, що потрапили в полон.
Поранення отримали понад 8 000 українців (за іншими даними — понад 11 тисяч), з них 4 687 повернулися додому з інвалідністю.
З 72 осіб, відзначених за роки «афганської» війни званням Герой Радянського Союзу, є 11 українців.
Солдати-українці, котрі брали участь у війні, прирівняні до учасників бойових дій — особи, які брали участь у виконанні бойових завдань по захисту Батьківщини — та користуються відповідними державними пільгами, а пам'ятники учасникам війни в Середній Азії не підпали до пунктів Закону про декомунізацію.

## Пам'ятники та монументи

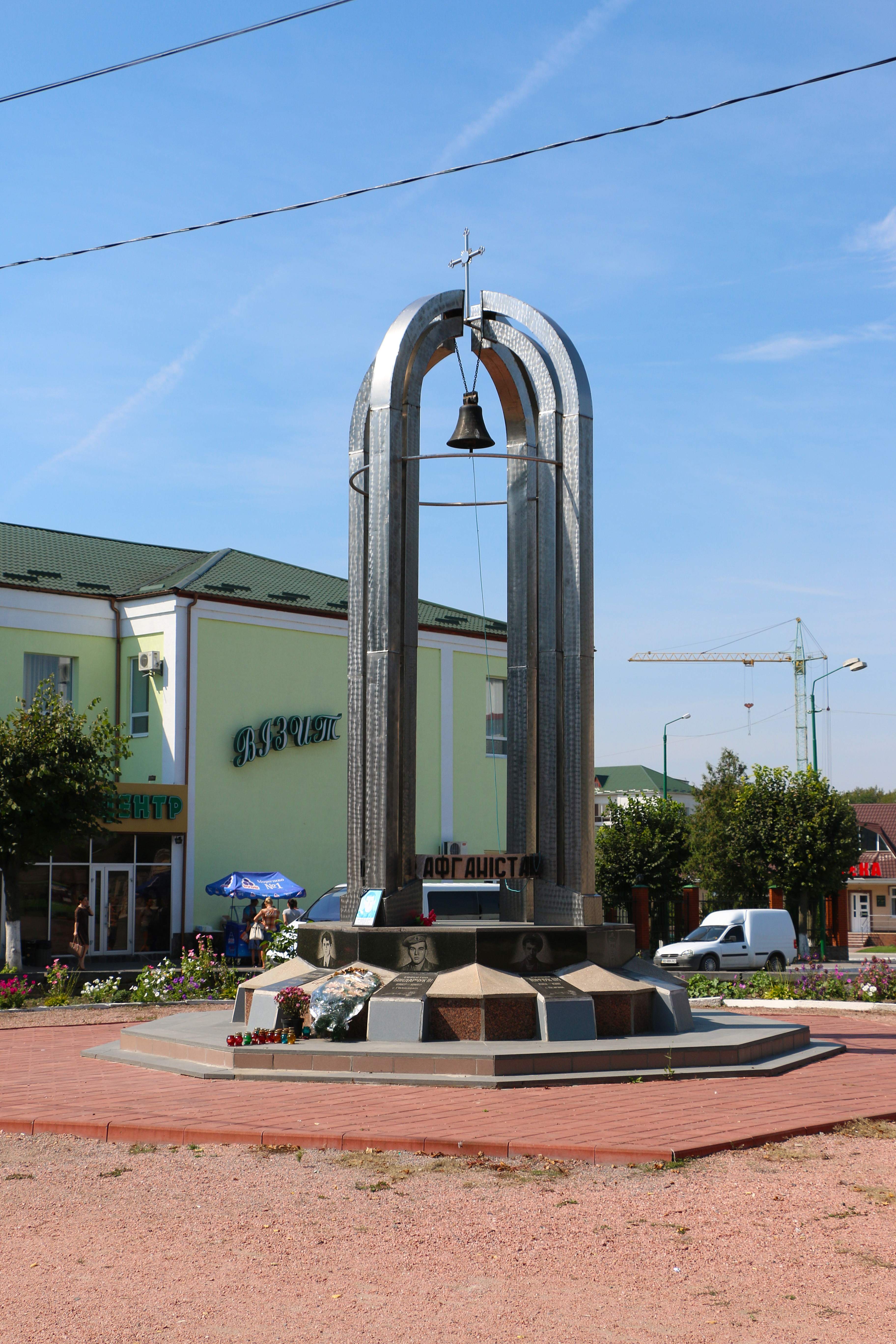
Монумент воїнам-афганцям у Хмільнику
Пам'ятний знак афганцям у  Житомирі
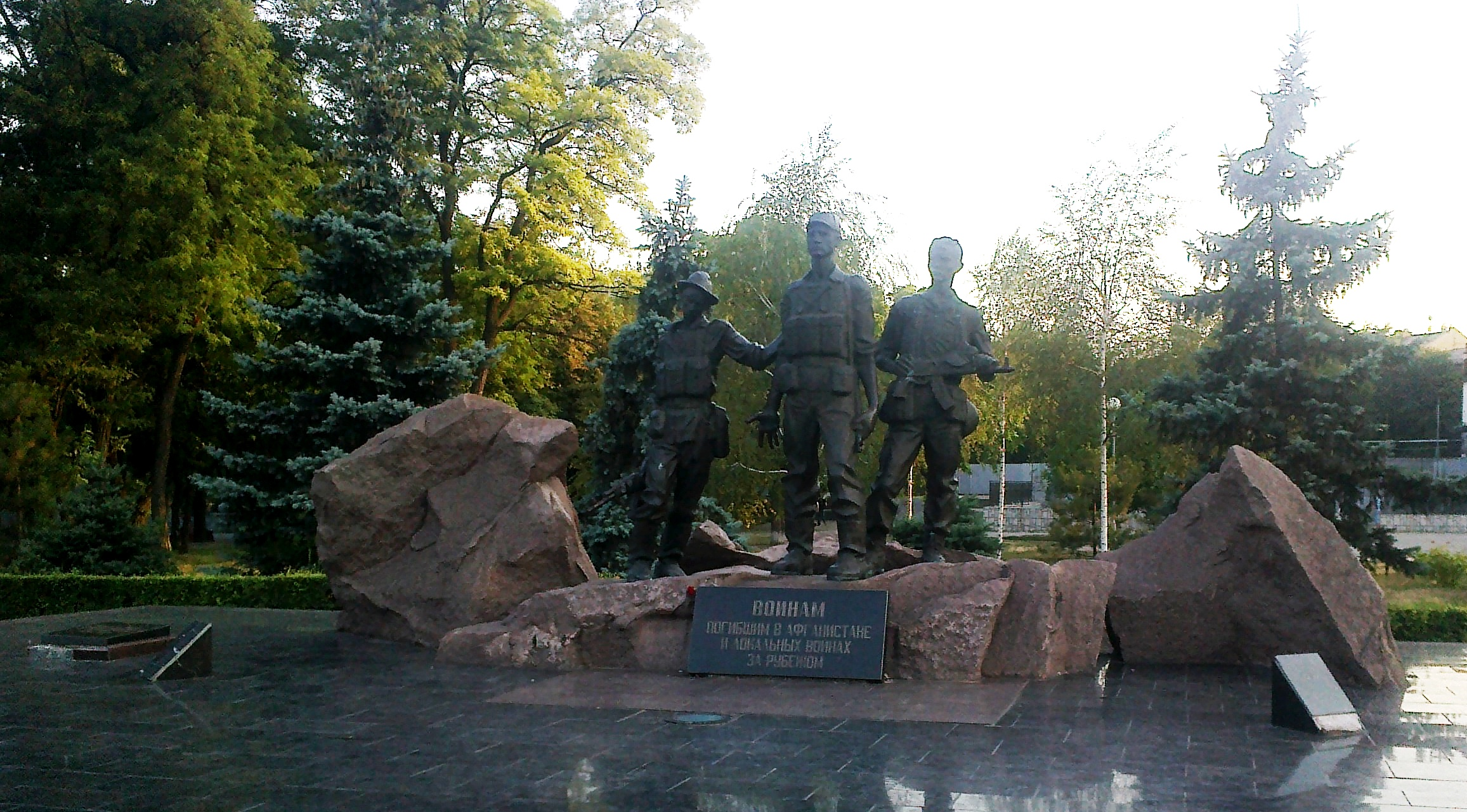
Пам'ятник воїнам-афганцям у Запоріжжі
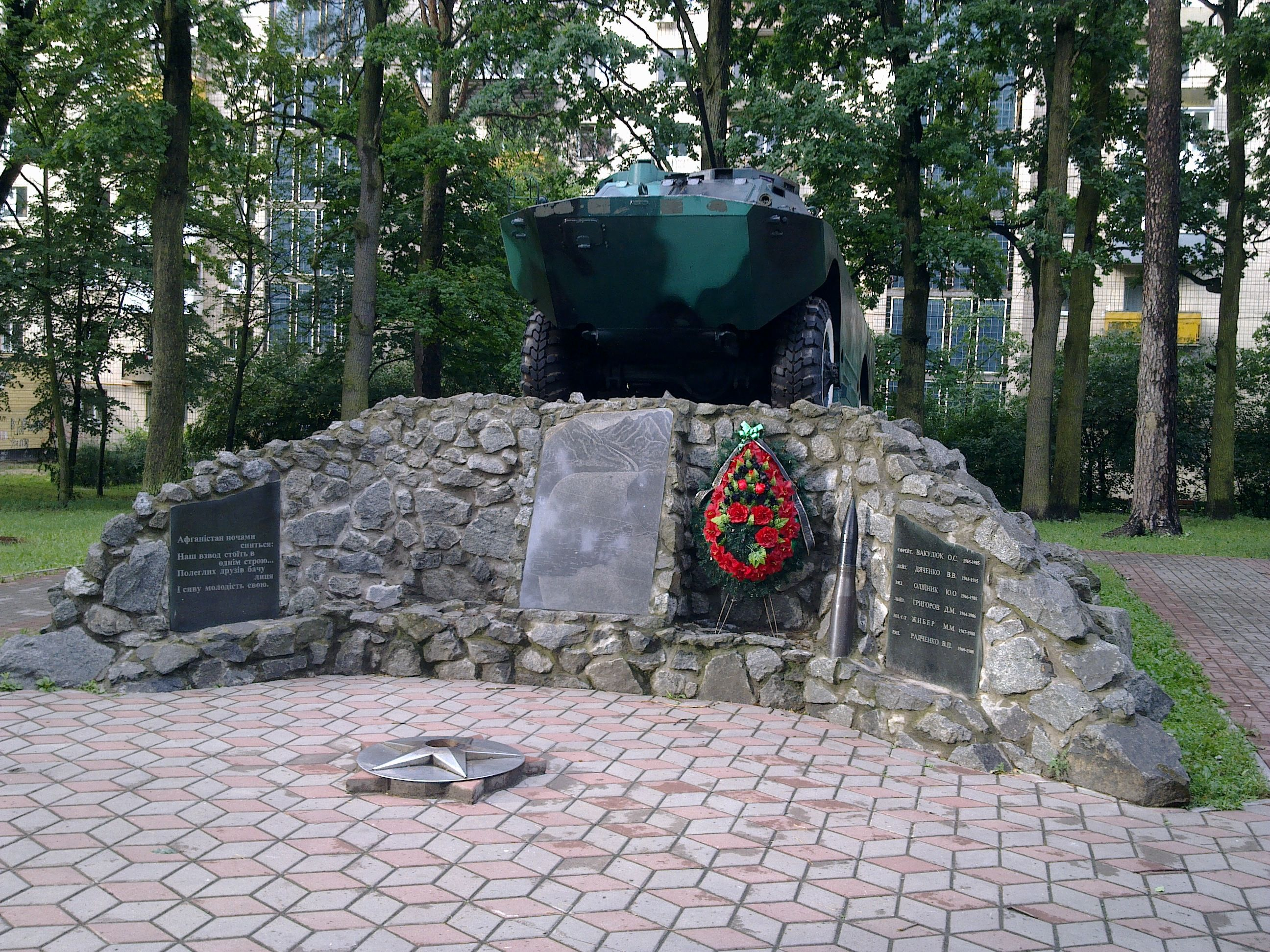
Пам'ятник воїнам-афганцям у Бучі
Пам'ятник воїнам, котрі загинули в Афганістані, у Дрогобичі
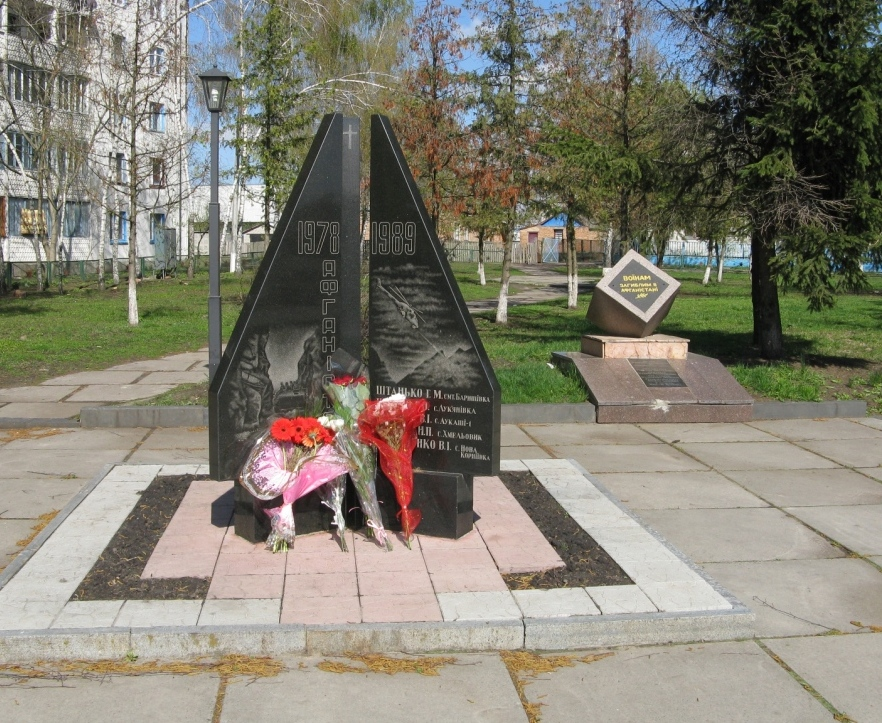
Пам'ятник жителям Баришівки загиблим на афганській війні
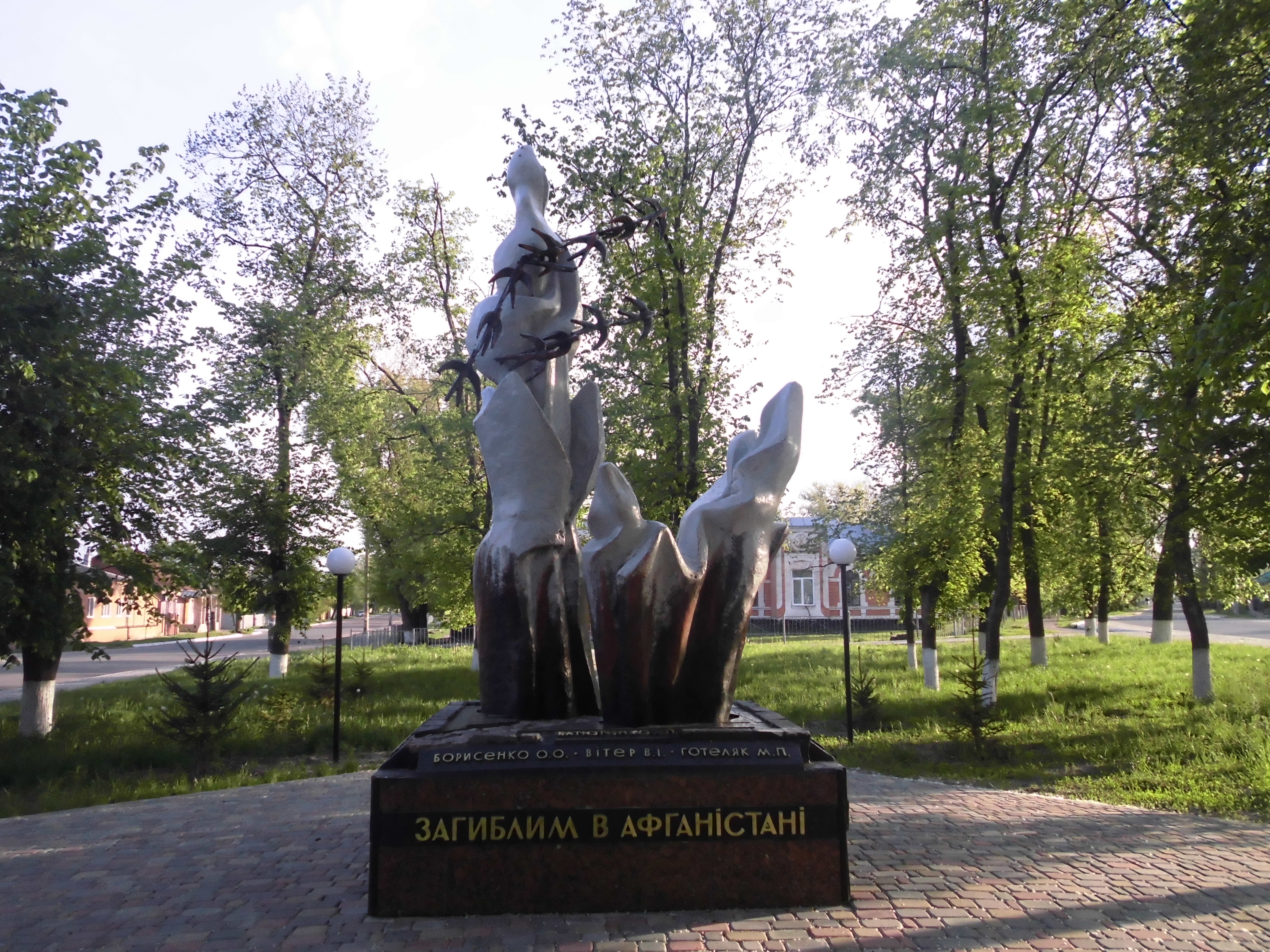
Алея пам'яті охтирчанам, загиблим на афганській війні
Пам'ятник у Чернігові
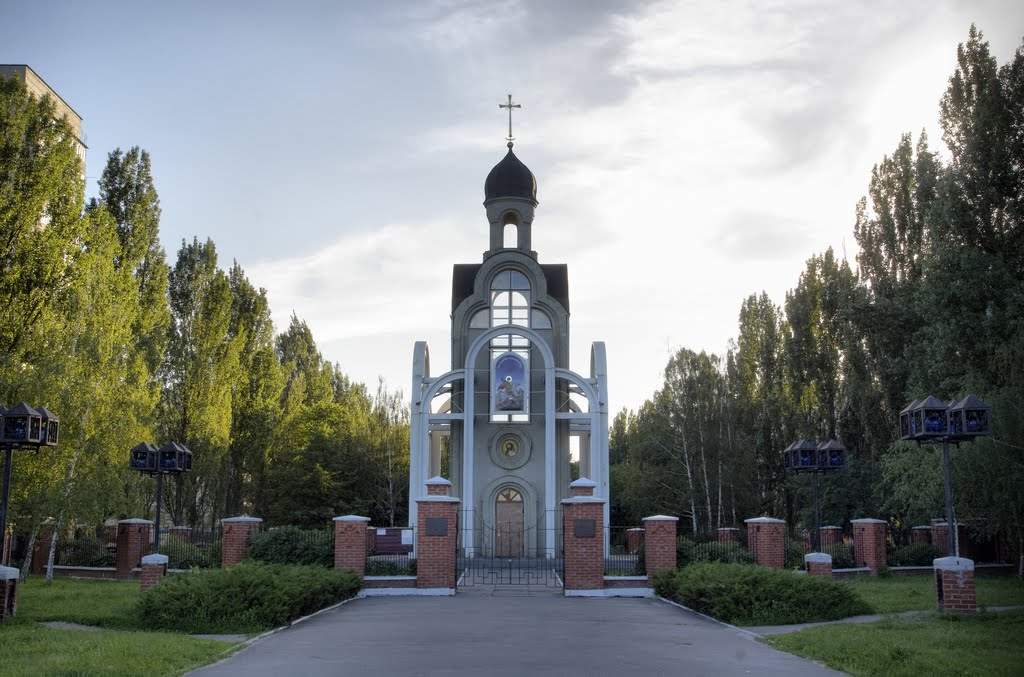
Храм Георгія Побідоносця воїнам-афганцям у місті Біла Церква
Громадянам Львівщини, полеглим в Афганістані
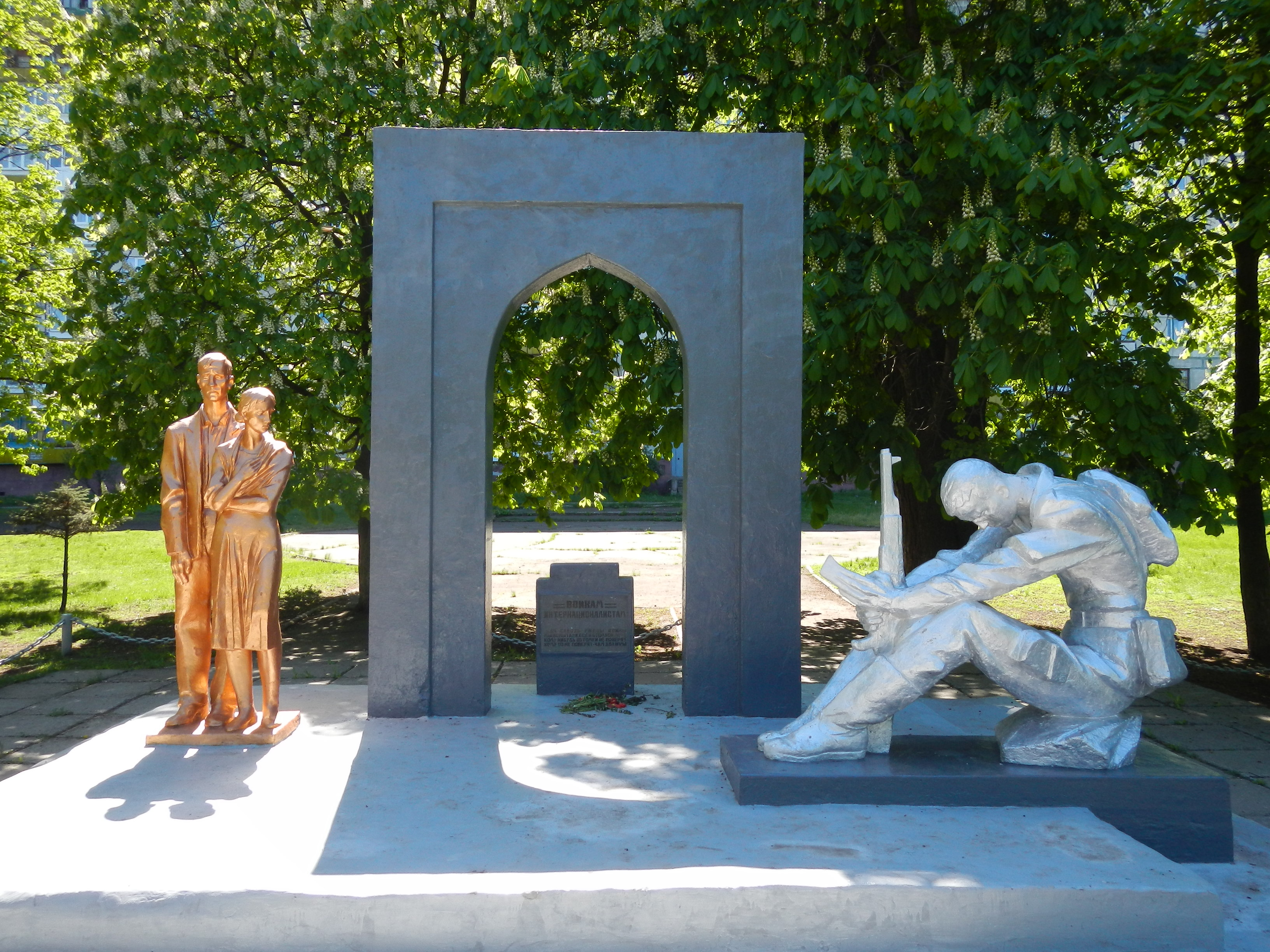
Пам'ятний знак воїнам-інтернаціоналістам у Лисичанську (на честь 400 лисичан-афганців)
Пам'ятник воїнам-афганцям на Січеславській набережній в Дніпрі
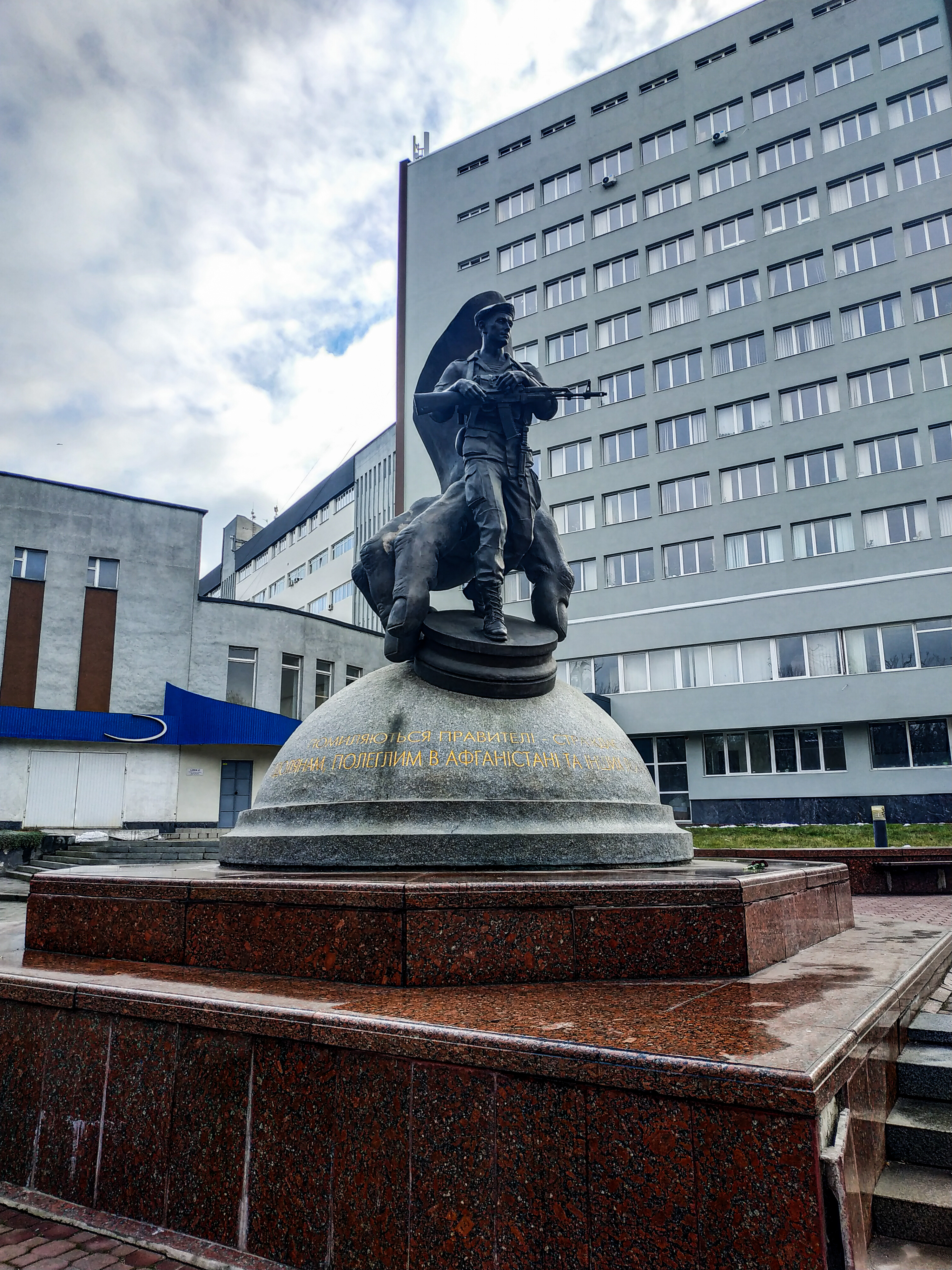
Пам'ятник у Хмельницькому «полеглим в Афганістані». Серед хмельничан використовується назва «Пішак»
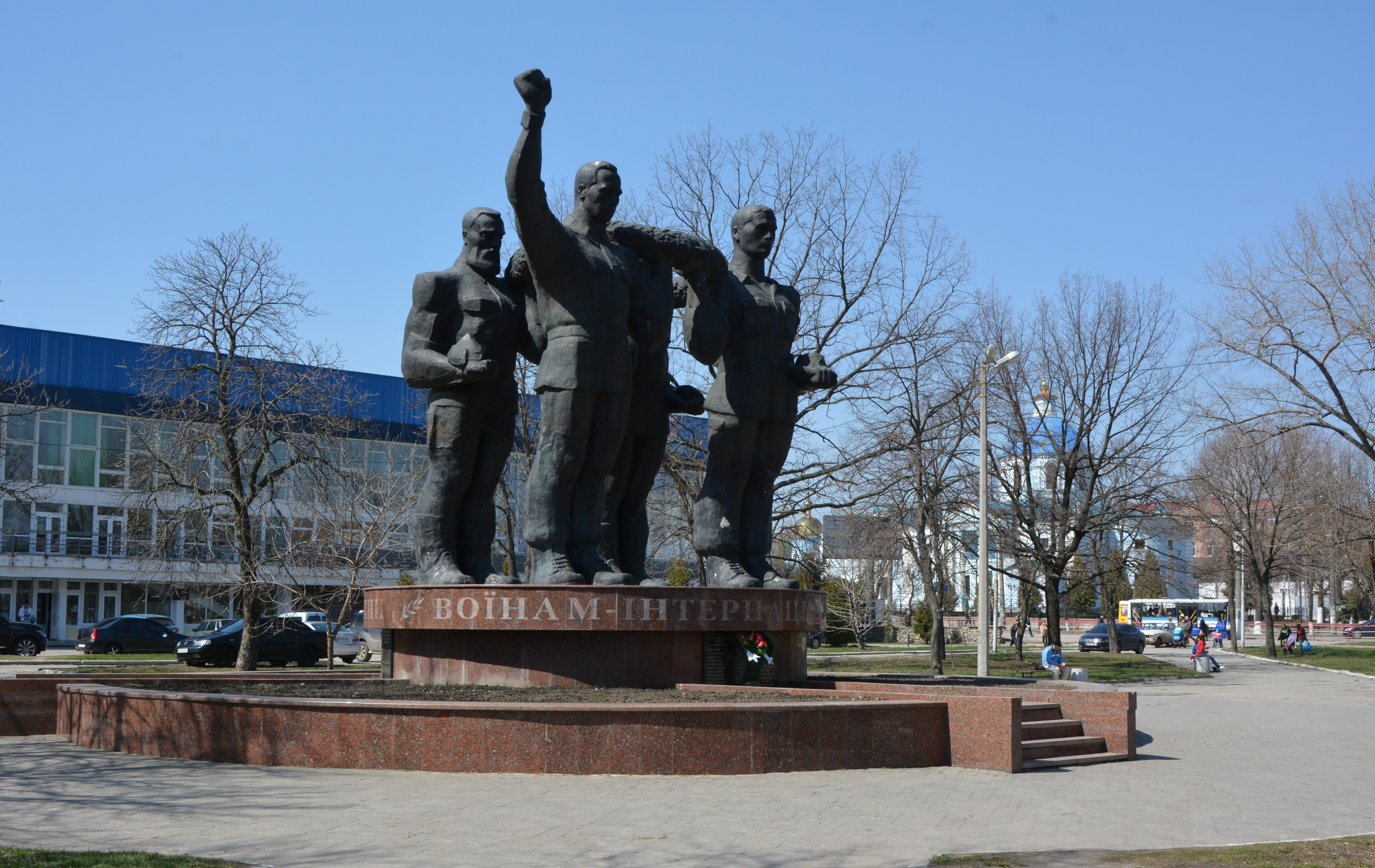
Пам'ятник у Кропивницькому

## Міжнародна реакція
У відповідь на агресію уряд США ввів проти СРСР «Зернове ембарго», яким заборонив експорт зерна і техніки в СРСР.

## Військова фармакологія під час війни в Афганістані
Мельдоній використовувався радянськими військовими під час афганської війни. Головна мета — надання більшої витривалості воякам, яким потрібно було переносити вручну важкі вантажі в умовах високогір'я[джерело?].

## Фальсифікація історії в Росії
У листопаді 2018 року російські депутати від «Єдиної Росії» та Комуністичної партії спільно схвалили проект резолюції, спрямованої на виправдання радянсько-афганської війни, а також визнання недійсною резолюції З'їзду народних депутатів Радянського Союзу 1989 року, яка засуджувала інтервенцію. Комуністичний депутат Микола Харитонов привітав це рішення як перемогу історичної правди.

## В мистецтві
Війна в Афганістані знайшла відображення в низці кінофільмів:
- Звір (The Beast, США, 1988);
- Рембо III (США, 1988);
- Вантаж 300 (СРСР, 1989);
- Афганський злам (СРСР, Італія, 1991);
- Пешаварський вальс (Росія, 1994);
- 9 рота (Росія, Україна, Фінляндія, 2005);
- Війна Чарлі Вілсона (США, 2007);

Значна частина творчості народного артиста України Володимира Коваленка присвячена пісням на афганську тему.
3 лютого 2022 року у Житомирі відкрили виставку «Честь. Відвага. Обов'язок», присвячену воїнам СРСР, що брали участь у Афганській війні. Серед експонатів: особисті речі військових, картини, книжки, газети, листи.